# Polla isabelina
La polla isabelina (Amaurornis isabellina) és una espècie d'ocell de la família dels ràl·lids (Rallidae) que habita la vegetació de ribera de les terres baixes de Sulawesi.